# Colembole
Colembolele (Collembola) (din greaca colla = a lipi și embolon = încuietoare) este o clasă de artropode primitive apterigote (fără aripi) mici (1-2 mm lungime, rar mai mari) înrudite cu insectele. Corpul este constituit din 15 segmente, 6 cefalice, 3 toracice și 6 abdominale. Au antenele scurte, formate din 4 articole. Înapoia bazei antenelor, pe laturile capului, se află câte un organ senzitiv caracteristic, organul postantenal. Ochii sunt rudimentari, constituiți din omatidii, separate și grupate mai multe la un loc (maximum 8); la multe forme ochii lipsesc (colembole oarbe). Aparatul bucal este primitiv, pentru rupt și sfărâmat sau pentru înțepat și supt, și este situat într-o înfundătură a capului, numită vestibul. Toracele are 3 perechi de picioare. Picioarele sunt simple, cu ultimul articol (tibiotarsul) terminat cu o gheară, care poartă întotdeauna un păr (empodiu) de diferite forme; acesta împreună cu gheara îndeplinesc funcția de „aparat de curățit”. Abdomenul are doar 6 segmente. Primul segment abdominal poartă pe partea ventrală un organ bilobat, cunoscut sub numele de tub ventral sau colofor, care are un rol adeziv sau de absorbție a apei. La multe colembole există pe segmentul III abdominal un organ caracteristic, cunoscut sub denumirea de retinacul. La majoritatea colembolelor pe segmentul IV abdominal se găsește un organ caracteristic, numit furca, care este format dintr-o piesă bazală — manubriu, care susține o pereche de brațe distale — dinți (dens), terminate fiecare, sub formă de măciucă, denumită mucro (mucron). Furca împreună cu retinaculul formează „aparatul de sărit”, cu care aceste mici animale sar ca purecii, de unde le vine și numele de colembole, prin asemănare cu aruncarea cu praștia și lipirea de substrat cu coloforul la locul de cădere. Pe segmentul V abdominal se găsește orificiul genital, iar pe segmentul VI, ventral, orificiul anal. Cercii lipsesc, în locul lor existând niște cârlige — spini anali. Nu au tuburi Malpighi. Sistemul traheal lipsește sau este foarte slab dezvoltat.
Trăiesc în materii vegetale, în mușchi, pe sub pietre și pe sub scoarța copacilor, precum și în pământ. Unele dintre ele, ca Podura aquatica, trăiesc în grămezi la suprafața apei din bălți, unde sar ca purecii. Unele specii se întâlnesc în sere, răsadnițe, ghivece, ciupercării etc.  Au un regim de hrană saprofag și fitofag, hrănindu-se cu materii vegetale în descompunere, cu grăuncioare de polen, cu sporii sau miceliul ciupercilor etc. Sunt insecte folositoare, luând parte importantă la degradarea resturilor vegetale și la formarea humusului din sol. Dar sunt și specii care, prin hrănire, pot produce daune la unele plante de cultură, mai ales în perioada germinării semințelor și a răsăririi plantelor.
În România au fost identificate 388 specii de colembole.
În Republica Moldova au fost descrise 223 specii de colembole.
Există patru ordine:
- Entomobryomorpha
- Poduromorpha
- Symphypleona
- Neelipleona